# 공화당 뉴욕 주위원회
공화당 뉴욕 주위원회(영어: New York Republican State Committee)는 미국 뉴욕주의 지역 정당이다. 현재 Edward F. Cox가 의장을 맡고 있다. 중앙당인 공화당과 마찬가지로 보수주의를 표방하고 있으며, 당사는 올버니에 위치해 있다.